# ソルバトクロミズム

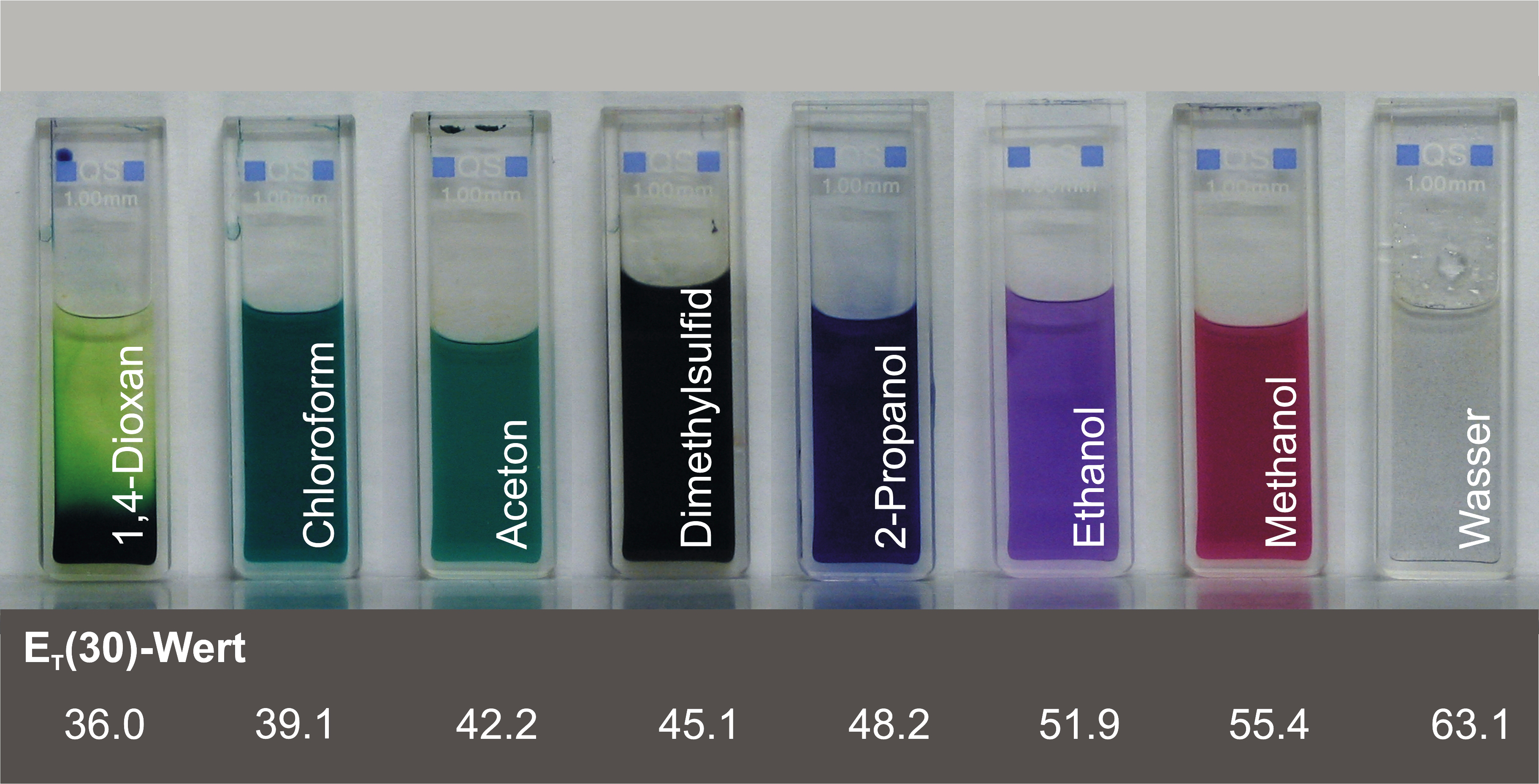
異なる溶媒に溶けたライハルト染料

ソルバトクロミズム(Solvatochromism)は、溶媒の極性の変化によってその化学物質の色調が変化する現象のことである。溶媒の極性の増加によって、負の溶媒和発色は浅色シフト（青色シフト） し、正の溶媒和発色は深色シフト（赤色シフト）する。ソルバトクロミズムの兆候は基底状態と励起状態間の染料分子の双極子モーメントの違いに依存する。
ソルバトクロミック効果またはソルバトクロミックシフトは溶媒極性とともに吸収・発光スペクトルの強い依存を示す。発色団の基底状態と励起状態の極性が異なるので、溶媒極性の変化は異なる基底・励起状態の安定化を導き、電子状態のエネルギーギャップが変化する。その結果、吸収スペクトルの位置、強度、そして形状の変化は、溶質と溶媒分子の間の特異性相互作用の直接的な測定をすることができる。スペクトル帯の変化が可視光の波長域で起こると、それが色の変化として観察される。
フランク＝コンドンの原理（光吸収の間はその原子核間距離が変わらない）のため、その励起状態の溶媒シェルは励起状態分子（溶質）との平衡にはない。実際には、基底状態イオン対の電荷移動遷移は吸収スペクトルにおいて最大の変化を与えるため、溶媒極性の計測に役立っている。
正のソルバトクロミズムの例：4,4'-ビス(ジメチルアミノ)フクソンは非極性のトルエン中では橙色、やや極性のあるアセトン中では赤色、極性の大きいメタノール中では赤紫色を示す。
負のソルバトクロミズムの例：2-(4'-ヒドロキシスチリル)-N-メチル-キノリニウムベタインは、非極性のクロロホルム中では青色、極性のある水中では血赤色を示す。また、ヨウ化 4-(4'-ヒドロキシスチリル)-N-メチル-ピリジニウム(ブルーカーメロシアニン)はn-ブタノール中では紫色、1-プロパノール中では赤色、メタノール中では橙色、水中では黄色を示す。
ソルバトクロミズムの要点は、溶液の色を予測できることにある。この理論を用いてセンサーや分子エレクトロニクスで分子スイッチを作ることができる。ソルバトクロミックな染料は、溶解現象の説明や適切な溶媒の選択に必要な溶媒パラメーターを測るときに用いられる。
ソルバトクロミズムはカーボンナノチューブを使って爆発物を検知する際に有効である。ソルバトクロミズムによって爆発物の微粒子に曝されたカーボンナノチューブは異なる周波数の光を放出するため、直感的かつ簡便な爆発物の検知に用いられる。